# Batrachophrynus
Batrachophrynus var ett släkte av groddjur tillhörande familjen Telmatobiidae.
Arter som ingick enligt Catalogue of Life:
- Batrachophrynus brachydactylus
- Batrachophrynus macrostomus

Året 2009 infogades arterna i släktet Telmatobius och Batrachophrynus blev ett synonym till Telmatobius.